# Stenoterommata leporina
Stenoterommata leporina är en spindelart som först beskrevs av Simon 1891.  Stenoterommata leporina ingår i släktet Stenoterommata och familjen Nemesiidae. Inga underarter finns listade i Catalogue of Life.